# Войны в женской общаге
«Войны в женской общаге» (англ. Sorority Wars) — американский телевизионный фильм канала Lifetime в жанре комедийной драмы, снятый в 2009 году режиссёром Джеймсом Хэйманом.

## В ролях
- Люси Хейл — Кэти Паркер
- Фиби Строл — Сара Сноу
- Аманда Шулл — Гвен
- Роб Майес — Бо
- Кортни Торн-Смит — Лати Паркер
- Кристен Хагер — Хезер
- Челан Симмонс — Кеседи
- Фэйт Форд — Саммер
- Скотт Листер — Пи-Джей
- Мари Авгеропулос — Мисси
- Кристин Уиллес — Мэри Ли Сноу
- Адриан Хаф — Уильям
- Сара-Джейн Редмонд — Дана
- Кэтрин Лох Хаггквист — Хилари
- Мередит Бэйли — Салли
- Диана Банг — Лорен
- Андреа Брукс — Шона
- Наташа Гульманс — Лана

## Критика
Брайан Лоури из журнала Variety хорошо отзывался о фильме, в частности отметил хорошую актёрскую игру Люси Хейл. Линда Стэси из New York Post также очень положительно восприняла фильм, дав ему три с половиной звезды из четырёх.